# Bondarivka, Milove
Bondarivka (în ucraineană Бондарівка) este un sat în așezarea urbană Milove din regiunea Luhansk, Ucraina.

## Demografie
Componența lingvistică a localității Bondarivka
     Rusă (90,91%)
     Ucraineană (9,09%)
Conform recensământului din 2001, majoritatea populației localității Bondarivka era vorbitoare de rusă (90,91%), existând în minoritate și vorbitori de ucraineană (9,09%).